# Stenodynerus vergesi
Stenodynerus vergesi är en stekelart som först beskrevs av Giordani Soika 1961.  Stenodynerus vergesi ingår i släktet smalgetingar, och familjen Eumenidae. Inga underarter finns listade i Catalogue of Life.